# Centromeer

Chromosoom, met: 1. Chromatide, 2. Centromeer, 3. Korte arm, 4. Lange arm

Een centromeer (Grieks céntron middelpunt; méros deel) is de plaats waar twee zusterchromatiden (in deze toestand chromosoom geheten), na verdubbeling, tijdens de mitose en meiose aan elkaar blijven. Het bestaat uit een lang stuk repetitief DNA.
Het centromeer deelt het chromosoom in twee armen, die dikwijls een verschillende lengte hebben. Tijdens de anafase van de celdeling hechten de draden (microtubulines) van de spoelfiguur zich aan de kinetochoren van het centromeer, waarna het centromeer zich splitst en de chromatiden, nu chromosoom geheten, elk naar een pool gaan.
Het centromeer heeft een speciale vorm van heterochromatine.

## Indeling van de chromosomen naargelang van de positie van het centromeer
Men kan de chromosomen in verschillende groepen indelen naargelang van de plaats van het centromeer: 
- bij metacentrische chromosomen ligt het centromeer ongeveer in het midden
- bij acrocentrische chromosomen ligt het centromeer dicht bij een van de uiteinden,
- bij submetacentrische chromosomen ligt het centromeer ongeveer tussen het midden en het uiteinde van een chromosoom.

Bij een vierde groep van chromosomen, de telocentrische chromosomen, vormt het centromeer het uiteinde van het chromosoom. Dergelijke chromosomen komen in de menselijke celkern normaal niet voor. In de cytogenetica gebruikt men het feit dat het centromeer op elk type chromosoom een onveranderlijke positie inneemt, om de verschillende chromosomen binnen een celkern te kunnen herkennen.